# Landoaldus
Landoaldus, ook Landoald(us) van Gent (? - † ongeveer 668), is een Rooms-katholiek heilige, behorend tot de zogeheten heiligen van Wintershoven.
Landoaldus was een priester te Rome, van Longobardische afkomst.

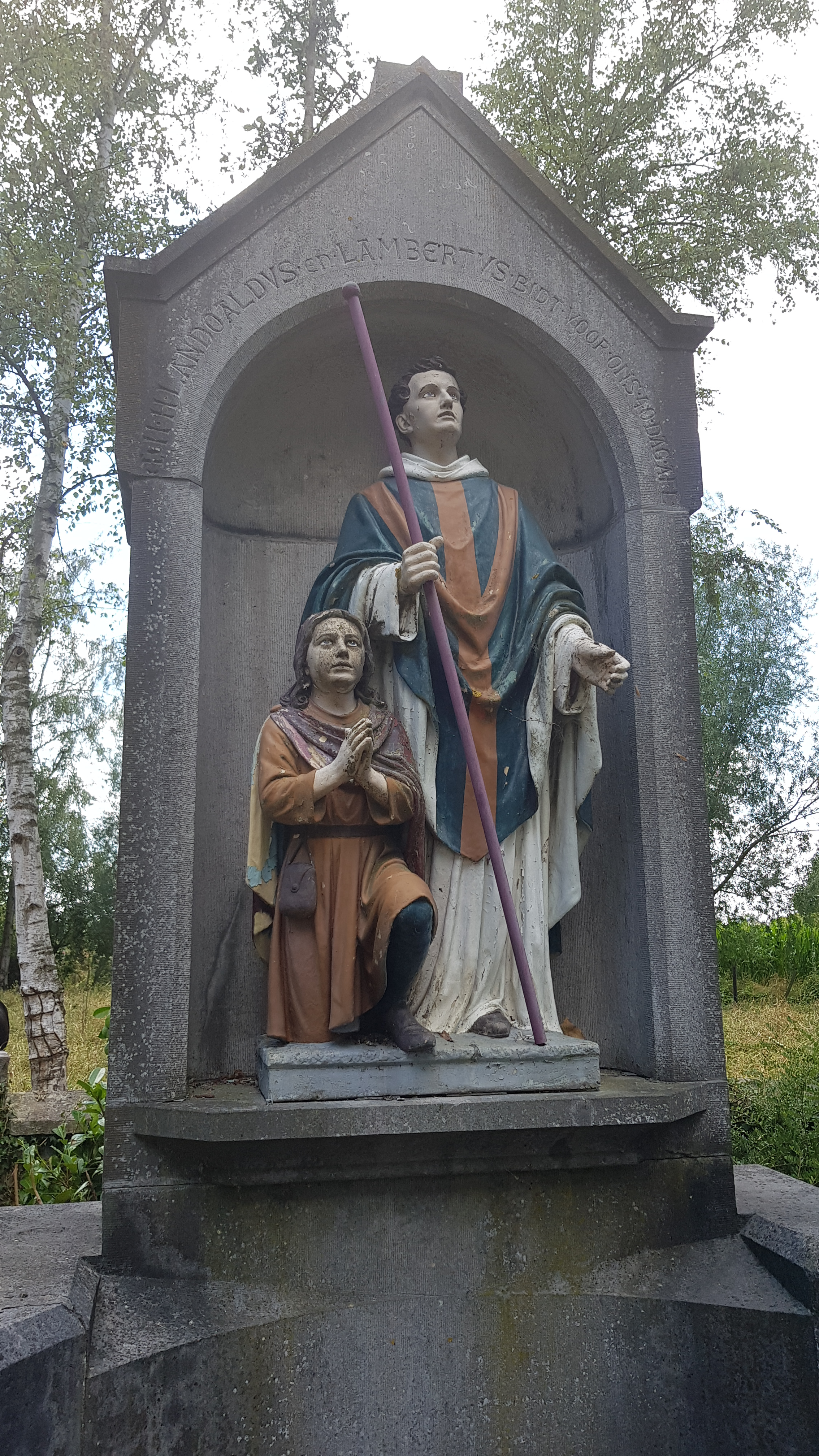
Beeld van Landoaldus en zijn leerling Lambertus bij Sint-Lambertusbron in Wintershoven

Hij was een van de gezellen die Amandus omstreeks 650 meekreeg van Paus Martinus I om hem te steunen bij zijn voorgenomen missioneringsarbeid in het huidige Vlaanderen, het gebied tussen Maas en Schelde. Landoaldus nam hier de pastorale zorg op zich en diende de opvolgers van Amandus, de bisschoppen Remaclus en Theodardus van Maastricht. Hij zou tevens de leermeester zijn geweest van Lambertus van Maastricht. Diens vader, Aper, schonk hem het domein Wintershoven.
Landoaldus zou ook in de gunst hebben gestaan van koning Childerik II van Austrasië, en schenkingen van hem hebben ontvangen. In 659 stichtte hij, mogelijk mede dankzij deze schenking, een aan Sint-Petrus gewijd houten kerkje te Wintershoven.
Na zijn overlijden werden hij en zijn metgezellen begraven te Wintershoven. In de 8e eeuw werden hun relieken door bisschop Floribertus van Luik verheven tot de eer der altaren, wat in de middeleeuwen gelijk stond met een heiligverklaring. Later zouden ze, onder dreiging van de Noormanneninvallen, opnieuw zijn begraven. In 980 gaf bisschop Notger van Luik toestemming om de relieken over te brengen naar de Sint-Baafsabdij te Gent, welke door Amandus was gesticht, om ze daar als heiligen te vereren.
In 1984 werd het Gentse reliekschrijn van Landoaldus en zijn metgezellen geopend en onderzocht. Daarbij werd, naast enkele cedulae (reliekenattesten), een vervalst 11e-eeuws zegel gevonden met de tekst Florbertvs Traiectensis Ep[iscopu]s (Florbertus, bisschop van Maastricht).
De feestdag van Landoaldus is 19 maart.